# Dana White

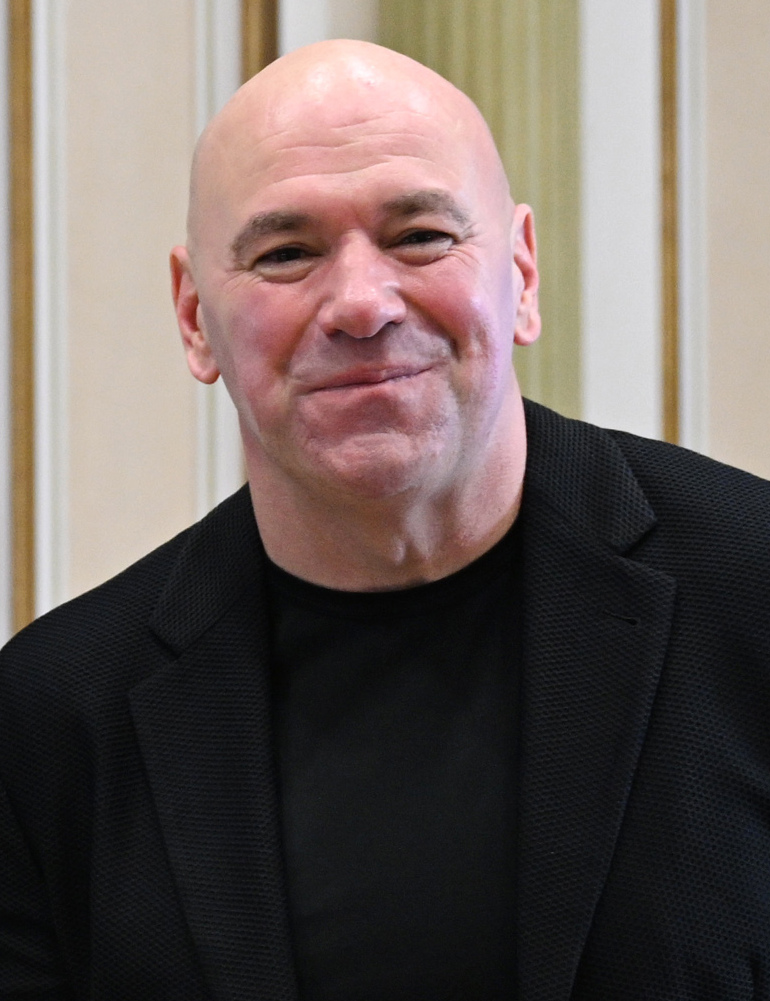
White in 2025

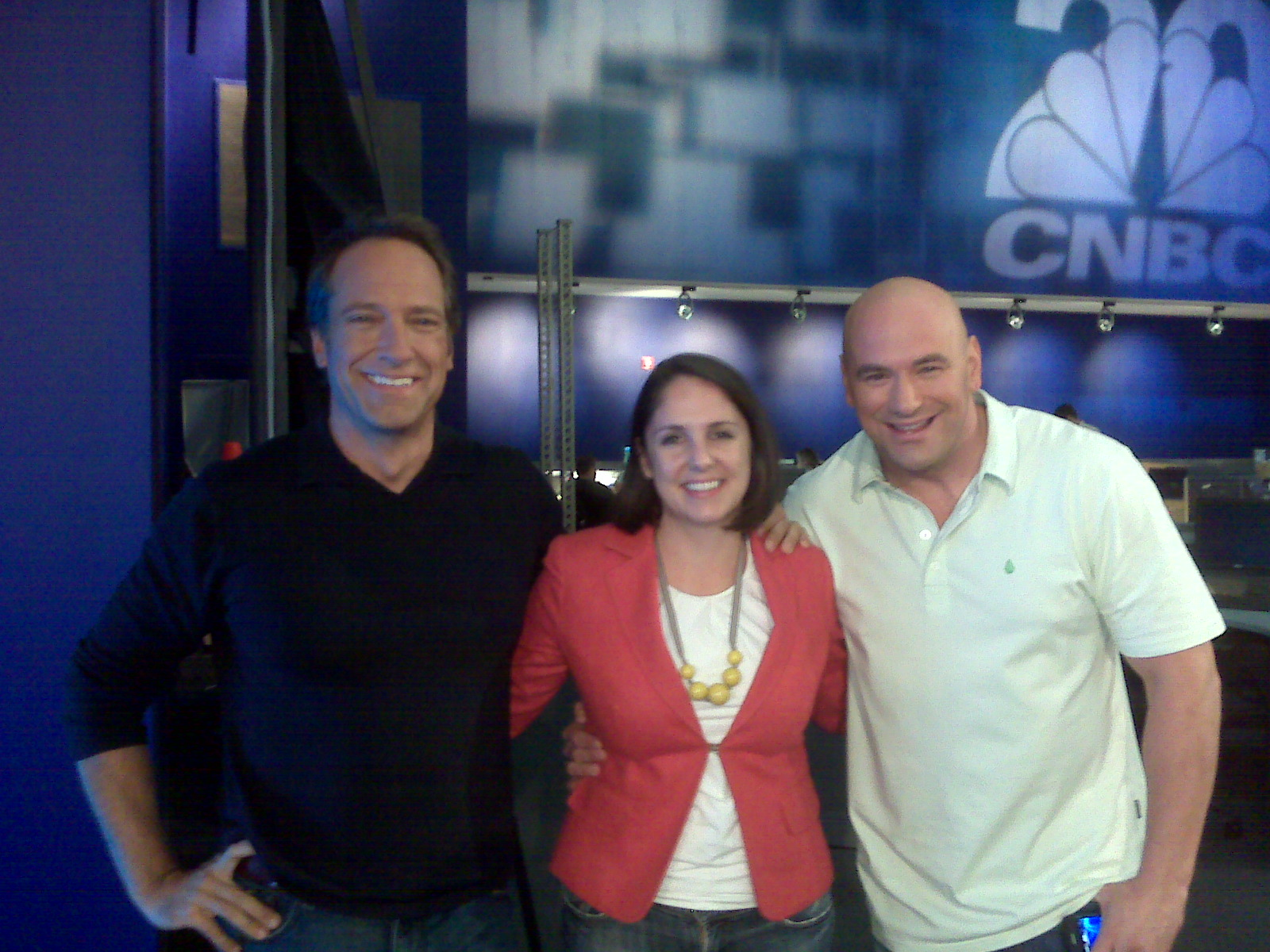
Dana White en Mike Rowe (links)

Dana Frederick White Jr. (Central Manchester, Connecticut, 28 juli 1969) is een Amerikaanse zakenman die sinds 2001 de huidige voorzitter is van de Ultimate Fighting Championship (UFC), de grootste MMA-organisatie ter wereld. Onder leiding van White, is de UFC uitgegroeid tot een wereldwijd populaire onderneming van meerdere miljarden dollars.

## Biografie
White werd geboren in Central Manchester Connecticut, maar groeide op in Las Vegas, Boston en Levant (Maine). Hij was een enthousiast fan van honkbalclub Boston Red Sox. White bezocht twee jaar lang een college in Boston, maar voltooide deze opleiding niet. Daarna organiseerde hij bokslessen voor kinderen uit arme grote-stadswijken.
Dana White heeft een achtergrond als professioneel aerobicstrainer. In 1992 stichtte hij het bedrijf Dana White Enterprises, gevestigd in Las Vegas. Hij leidde daar aerobicscursussen in drie verschillende fitness-studio´s en werd werkzaam als manager voor de MMA-vechters Tito Ortiz en Chuck Liddell.
Tijdens zijn managementwerkzaamheden kwam White te weten dat de Semaphore Entertainment Group, toentertijd eigenaar van de UFC, op zoek was naar een koper voor de UFC. White contacteerde zijn jeugdvriend Lorenzo Fertitta, directeur van het Station Casino en de voormalige commissaris van de Nevada State Athletic Commission. Binnen een maand kochten Lorenzo Fertitta en zijn oudere broer Frank de UFC en benoemden White in 2001 tot voorzitter. Anno 2018 bezit White een aandeel van 9% van Zuffa, een bedrijf dat is opgericht om de UFC te beheren.
White en zijn vrouw hebben twee zoons en een dochter.